# Umar al-Baszir

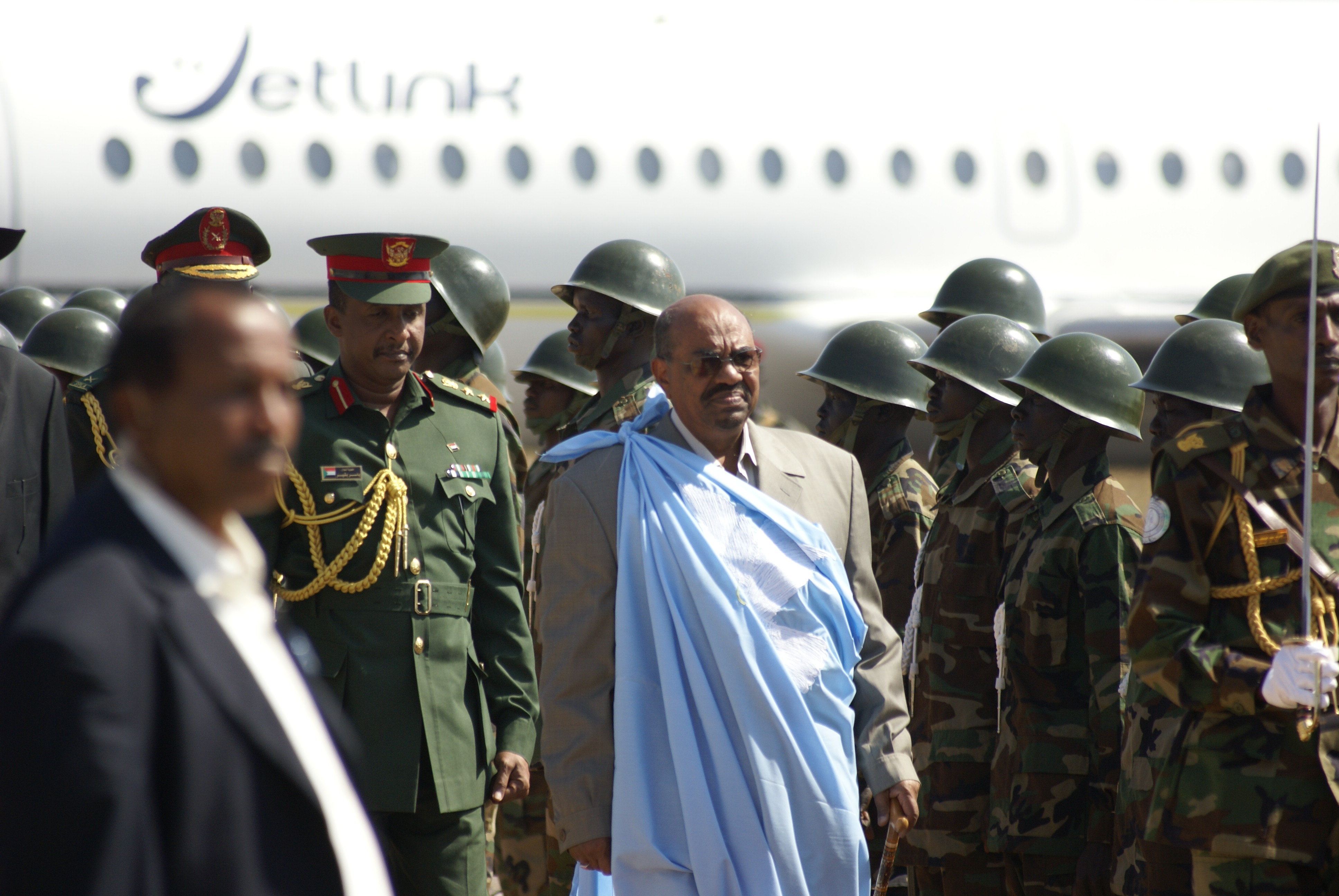
Umar al-Baszir w towarzystwie żołnierzy podczas wizyty w Dżubie, 4 stycznia 2011

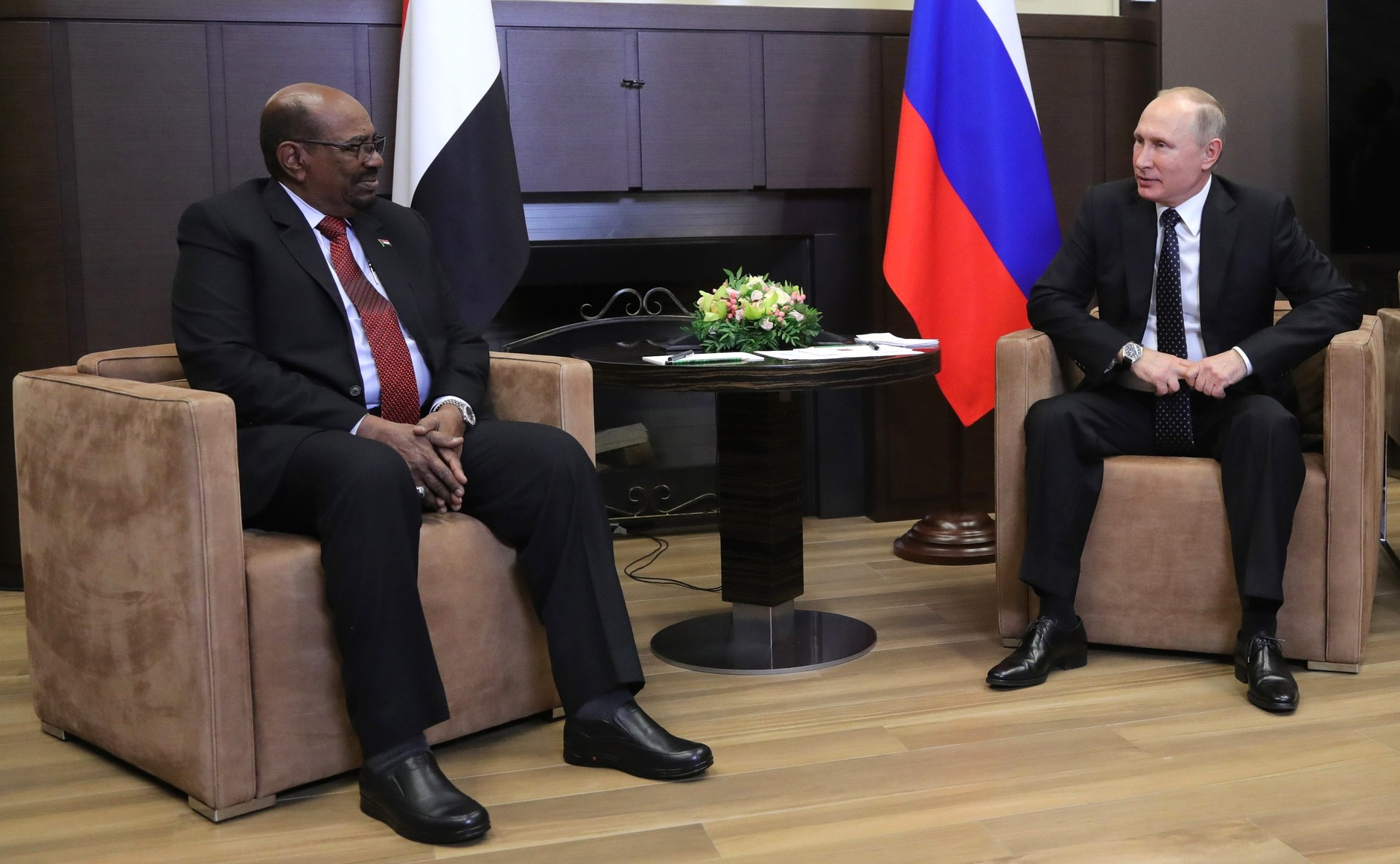
Umar al-Baszir z prezydentem Rosji Władimirem Putinem, 23 listopada 2017

Umar Hasan Ahmad al-Baszir (arab. عمر حسن احمد البشير, ʿUmar Ḥasan Aḥmad al-Bašīr; ur. 1 stycznia 1944 w Husz Bannace) – sudański wojskowy i polityk, prezydent Sudanu od 30 czerwca 1989 do 11 kwietnia 2019. Doszedł do władzy w wyniku zamachu stanu i w ten sam sposób utracił ją 30 lat później.

## Kariera wojskowa
Urodził się 1 stycznia 1944 w małej miejscowości na północy Sudanu. W 1960 roku wstąpił w szeregi wojsk sudańskich, natomiast w 1966 roku ukończył Sudańską Akademię Wojskową w Chartumie.
W 1973 roku walczył wraz z siłami egipskimi w konflikcie z Izraelem. W latach 1975–1979 pełnił obowiązki attaché wojskowego w Zjednoczonych Emiratach Arabskich. Następnie w latach 1979–1981 jako dowódca garnizonu, w latach 1981–1987 stał na czele brygady spadochronowej w Chartumie.

### Zamach stanu
30 czerwca 1989 wraz z grupą oficerów przeprowadził zamach stanu przeciwko premierowi Sadikowi al-Mahdiemu.
Zamach ten miał na celu zapobiec ugodzie z Ludową Armią Wyzwolenia Sudanu (SPLA). Generał Baszir sprzeciwił się realizacji porozumienia, które umożliwiało wprowadzenie prawa świeckiego na południu kraju. Baszir ogłosił się szefem Rewolucyjnej Rady Ocalenia Narodowego, składającej się z 15 członków i wydał dekret konstytucyjny rozwiązujący rząd. W kolejnych dekretach doprowadził do rozwiązania partii politycznych oraz związków zawodowych. W obawie przed niezadowoleniem społeczeństwa i próbami obalenia, wprowadził stan wyjątkowy oraz zakaz demonstracji antyrewolucyjnych.
W kwietniu 1990 roku zostało straconych 31 oficerów policyjnych i wojskowych po domniemanej próbie zamachu stanu. Dziennikarze i dyplomacja oskarżała Baszira, że był to jedynie pretekst dla usunięcia podejrzanych oficerów. W marcu 1991 roku uchwalono ustawę wprowadzającą prawo szariatu we wszystkich prowincjach kraju z wyjątkiem południa.

## Prezydentura
16 października 1993 Rewolucyjna Rada Ocalenia Narodowego uległa rozwiązaniu. W wyborach generalnych przeprowadzonych w Sudanie między 2 a 17 marca 1996, Baszir został wybrany na urząd prezydenta kraju uzyskując 75,4% głosów w pierwszej turze.
W 1998 roku prezydent Baszir założył wraz z Hasanem at-Turabim partię Kongresu Narodowego. At-Turabi został zawieszony w funkcji przewodniczącego ugrupowania po tym, jak zdołał wprowadzić ustawę ograniczającą władze prezydenta i nawoływał do bojkotu jego reelekcji. W wyborach prezydenckich rozpisanych między 13 a 23 grudnia 2000, Baszir uzyskał reelekcję zdobywając 86,5% głosów. W grudniu 2001 roku Baszir nakazał aresztować Hasana at-Turabiego pod zarzutem próby przejęcia władzy po tym, jak jego nowa partia – Ludowy Kongres Narodowy (PNC), podpisała porozumienie z SPLA. Uwolniony został dopiero w październiku 2003 roku w trakcie rozmów pokojowych mających na celu zakończenie wieloletniej wojny domowej na południu kraju.
14 lipca 2008, główny prokurator Międzynarodowego Trybunału Karnego, Luis Moreno-Ocampo oskarżył Umara al-Baszira o współodpowiedzialność za zbrodnie ludobójstwa podczas toczącego się na południu kraju konfliktu zbrojnego i inspirowanie masakr w zachodniosudańskiej prowincji Darfur oraz złożył wniosek o wysłanie za nim listu gończego. MTK wydał nakaz aresztowania 3 marca 2009.
30 stycznia 2011 w kraju wybuchły antyrządowe manifestacje na fali Arabskiej Wiosny przeciwko złej sytuacji materialnej, pogłębiającemu się kryzysowi związanemu z secesją Sudanu Południowego oraz autorytarnym rządom al-Baszira.
23 marca 2012 Umar al-Baszir został ciężko ranny po tym, jak jego transporter opancerzony ostrzelano z wyrzutni RPG. Ewakuowano go śmigłowcem. Ogłosił, iż to Amerykanie chcieli go zabić. Powiedział także, że nie ugnie się przed nikim.
W wyborach generalnych w Sudanie, które zostały przeprowadzone między 13 a 16 kwietnia 2015, Umar al-Baszir zdobył 94,05% głosów i już w pierwszej turze zapewnił sobie kolejną, 5-letnią kadencję na stanowisku.

## Utrata władzy
11 kwietnia 2019 Umar al-Baszir został obalony w wyniku wojskowego zamachu stanu.
14 grudnia 2019 został skazany na 2 lata więzienia za korupcję i pranie brudnych pieniędzy. Władze Sudanu odmówiły ekstradycji al-Baszira do Holandii, gdzie miałby ponieść karę za zbrodnie ludobójstwa. 22 grudnia 2019 prokurator generalny Sudanu ogłosił rozpoczęcie przeciwko niemu postępowania w sprawie zbrodni popełnionych podczas konfliktu w Darfurze.
11 lutego 2020 władze Sudanu zgodziły się na przekazanie Umara al-Baszira Międzynarodowemu Trybunałowi Karnemu w Hadze, gdzie ma zostać on osądzony za zbrodnie przeciwko ludzkości. Ostatecznie nie został on przekazany.
21 lipca 2020 rozpoczął się jego krajowy proces, w którym oskarżono al-Baszira na podstawie art. 96 kodeksu karnego z 1983 roku, o przeprowadzenie zamachu stanu w 1989 roku.